# انتخابات مجلس الأمن التابع للأمم المتحدة 2001
أُجريت انتخابات مجلس الأمن التابع للأمم المتحدة لعام 2001 في 8 أكتوبر 2001 في مقر الأمم المتحدة في مدينة نيويورك خلال الدورة السادسة والخمسين للجمعية العامة للأمم المتحدة. انتخبت الجمعية العامة بلغاريا والكاميرون وغينيا والمكسيك وسوريا أعضاءً غير دائمين في مجلس الأمن التابع للأمم المتحدة لمدة سنتين تبدأ في 1 يناير 2002.

## القواعد
يتألف مجلس الأمن من 15 مقعدًا، يشغلها خمسة أعضاء دائمين وعشرة أعضاء غير دائمين. وفي كل عام، يتم انتخاب نصف الأعضاء غير الدائمين لمدة عامين.   ولا يجوز للعضو الحالي أن يترشح على الفور لإعادة انتخابه. 
وفقًا للقواعد التي يتم بموجبها تناوب المقاعد العشرة غير الدائمة في مجلس الأمن بين الكتل الإقليمية المختلفة التي تقسم إليها الدول الأعضاء في الأمم المتحدة تقليديًا لأغراض التصويت والتمثيل،  يتم تخصيص المقاعد الخمسة المتاحة على النحو التالي: 
- مقعدان للدول الإفريقية
- مقعد لبلدان المجموعة الآسيوية (الآن مجموعة آسيا والمحيط الهادئ)[6] لـ"المقعد العربي"
- مقعد لأمريكا اللاتينية ومنطقة البحر الكاريبي
- مقعد لمجموعة أوروبا الشرقية

## المرشحون
وكان هناك ما مجموعه سبعة مرشحين للمقاعد الخمسة. وفي المجموعتين الأفريقية والآسيوية، كان هناك ثلاثة مرشحين للمقاعد الثلاثة: الكاميرون، وغينيا، وسوريا. وفي مجموعة أوروبا الشرقية، تنافست بيلاروسيا وبلغاريا على المقعد الوحيد المتاح. ومن مجموعة دول أمريكا اللاتينية والكاريبي، تنافست جمهورية الدومينيكان والمكسيك على مقعد المجموعة.

## النتائج
وتم التصويت بالاقتراع السري. بالنسبة لكل مجموعة جغرافية، يمكن لكل دولة عضو التصويت لصالح أكبر عدد ممكن من المرشحين الذين سيتم انتخابهم. وكان هناك 178 بطاقة اقتراع في كل من الانتخابات الثلاثة.

### المجموعتين الأفريقية والآسيوية
- غينيا 173
- الكاميرون 172
- سوريا 160
- بطاقات الاقتراع الباطلة 1

### مجموعة أمريكا اللاتينية ومنطقة البحر الكاريبي
- المكسيك 116
- جمهورية الدومينيكان 60
- دومينيكا 1
- بطاقات الاقتراع الباطلة 1

الجولة الثانية
- المكسيك 138
- جمهورية الدومينيكان 40

### مجموعة أوروبا الشرقية
- بلغاريا 120
- بيلاروسيا 53

## روابط خارجية
- السجل الرسمي للتصويت
- بيان صحفي لوثيقة الأمم المتحدة GA/9930
- مركز أخبار الأمم المتحدة